# Campeonato Europeo de velocidad individual masculina
El Campeonato de Europa de velocidad individual masculino es el campeonato de Europa de Velocidad individual organizado anualmente por la UEC.
Se llevan disputando desde el 1894 y desde el 2010 están dentro de los Campeonatos de Europa de ciclismo en pista.

## Palmarés
| Año      | Oro                | Plata                   | Bronce               |
| -------- | ------------------ | ----------------------- | -------------------- |
| 1894     | Arthur Heimann     |                         |                      |
| 1896     | Jaap Eden          | Maurice Farman          | Harry Meyers         |
| 1897     | Willy Arend        |                         |                      |
| 1898     |                    | Thorvald Ellegaard      |                      |
| 1899     | Anton Huber        | George Banker           | Jan Mulder           |
| 1900     | Anton Huber        |                         |                      |
| 1901     | Willy Arend        | Erich Moder             |                      |
| 1902     | Thorvald Ellegaard | } Walter Rütt           |                      |
| 1903     | Thorvald Ellegaard | Willy Arend             | Italia Pietro Bixio  |
| 1904     |                    | Willy Arend             |                      |
| 1907     | Émile Friol        | Henry Mayer             | Charles Van Der Born |
| 1908     | Thorvald Ellegaard | Richard Scheuermann     |                      |
| 1910     | Émile Friol        | Thorvald Ellegaard      |                      |
| 1911 (1) | Marcel Dupuy       | Thorvald Ellegaard      | Willy Lorenz         |
| 1911 (2) | Walter Rütt        | Oskar Peter             |                      |
| 1912     |                    | Julien Pouchois         | Victor Dupré\|       |
| 1913     | André Perchicot    | Léon Hourlier           | Gabriel Poulain      |
| 1920     | Marcel Dupuy       | William Bailey          | Maurice Schilles     |
| 1954     | Arie van Vliet     | Reginald Harris         | Enzo Sacchi          |
| 1955     | Arie van Vliet     | Oscar Plattner          | Enzo Sacchi          |
| 1956     | Arie van Vliet     | Antonio Maspes          | Reginald Harris      |
| 1962     | Sante Gaiardoni    | Antonio Maspes          | Joseph De Bakker     |
| 1963     | Antonio Maspes     | Giuseppe Beghetto       | Fritz Pfenninger     |
| 1971 (1) | Leijn Loevesijn    | Gordon Johnson          | Robert Van Lancker   |
| 1971 (2) | Robert Van Lancker | Leijn Loevesijn         | Giordano Turrini     |
| 1972     | Giordano Turrini   | Leijn Loevesijn         | Ezio Cardi           |
| 1974     | Giordano Turrini   | Leijn Loevesijn         | Ezio Cardi           |
| 1975     | Peder Pedersen     | Robert Van Lancker      | Gerrie Fens          |
| 1976     | Giordano Turrini   | Niels Fredborg          | John Nicholson       |
| 1977     | Giordano Turrini   | John Nicholson          | Peder Pedersen       |
| 1978     | Giordano Turrini   | Yoshinobu Sugano        | Willy De Bosscher    |
| 1979     | Giordano Turrini   | Michel Vaarten          | Hans Hindelang       |
| 1980     | Daniel Morelon     | Michel Vaarten          | Yoshinobu Sugano     |
| 1981     | Urs Freuler        | Yavé Cahard             | Ottavio Dazzan       |
| 1983 (1) | Ottavio Dazzan     | Urs Freuler             | Moreno Capponcelli   |
| 1983 (2) | Robert Dill-Bundi  | Moreno Capponcelli      | Ottavio Dazzan       |
| 1984     | Ottavio Dazzan     | Dieter Giebken          | Michel Vaarten       |
| 1985     | Philippe Vernet    | Ottavio Dazzan          | Claudio Golinelli    |
| 1986     | Ottavio Dazzan     | Patrick Da Rocha        | Claudio Golinelli    |
| 1987     | Andreas Hiestand   | Patrick Da Rocha        | Thierry Pirard       |
| 1988     | Harumi Honda       | Eric Schoefs            | Patrick Da Rocha     |
| 1989     | Patrick Da Rocha   | Harumi Honda            | Eric Schoefs         |
| 1990     | Eric Schoefs       | Lars Brian Nielsen      | Frédéric Magné       |
| 1995     | Viesturs Berzins   | Valery Potapov          | Antoine Breton       |
| 1999     | René Wolff         | José Antonio Villanueva | Matthias John        |
| 2010     | Denis Dmitriev     | Kévin Sireau            | Jason Kenny          |
| 2011     | Kévin Sireau       | Maximilian Levy         | Denis Dmitriev       |
| 2012     | Denis Dmitriev     | Max Niederlag           | Christos Volikakis   |
| 2013     | Denis Dmitriev     | Robert Förstemann       | Jason Kenny          |
| 2014     | Grégory Baugé      | Damian Zieliński        | Robert Förstemann    |
| 2015     | Jeffrey Hoogland   | Max Niederlag           | Damian Zieliński     |
| 2016     | Pavel Yakushevski  | Roy van den Berg        | Andri Vynokurov      |